# Federico I da Montefeltro

Stemma della famiglia Da Montefeltro

Federico I da Montefeltro (XIII secolo – 1322) è stato un politico, condottiero e capitano di ventura italiano, conte di Urbino e signore di Cagli, Fano e Pisa.

## Biografia
Era figlio primogenito di Guido e di Manentessa di Ghiaggiolo, e padre di Nolfo, Niccolò e Guido.
Appartenente alla fazione dei ghibellini, combatté contro Perugia nel 1300, nella battaglia svoltasi a Gubbio, insieme ai cugini Galasso da Montefeltro e Uberto Malatesta e ad Uguccione della Faggiola.
Nel 1302, divenne podestà di Arezzo. A capo degli aretini nel 1303 combatté contro i guelfi di Firenze e Siena, che sconfisse a Cennina presso Bucine. Successivamente combatté contro i guelfi perugini, che guidati da Cante Gabrielli respinsero i suoi attacchi.
Nel 1305 passò al servizio del legato pontificio Napoleone Orsini per combattere contro Pandolfo Malatesta, e nello stesso anno, con il cugino Speranza da Montefeltro costituì un'alleanza militare denominata Lega degli amici della Marca, in cui entrarono a farne parte diversi comuni marchigiani. Nel 1307 sconfisse i Malatesta nelle Marche e in Romagna.
Nel 1309 fu nominato podestà di Pisa e assunse il comando della Lega degli amici della Marca, e a capo di questi combatté e conquistò Ancona. Grazie a questo importante successo militare, nel 1310 fu nominato capitano generale dei contingenti militari italiani dell'esercito imperiale dall'imperatore Enrico VII di Lussemburgo. Alla guida delle forze imperiali guerreggiò in Toscana contro i fiorentini, devastando molti territori e poi in Umbria contro Città di Castello.
Fu in guerra contro i pontifici e i malatestiani nel 1317, ai quali sottrasse diversi comuni come Urbino, Recanati e Fano. Inoltre negli anni successivi cacciò i guelfi da diversi comuni umbri, come Spoleto e Nocera Umbra, dove prestò soccorso ai ghibellini locali.
Nel 1320 fu al servizio del vescovo aretino Guido Tarlati per combattere contro Ancona, devastandone per molto tempo il territorio.
Tornò ad Urbino nel 1322. In città scoppiò una rivolta popolare contro il Montefeltro, il quale fu attaccato nella sua rocca dagli abitanti locali e dalle forze nemiche. Federico si arrese e insieme al figlio Guido si presentò al popolo, al quale chiese misericordia, con il capestro al collo. Gli abitanti, il 26 aprile di quell'anno, li uccisero entrambi.

## Ascendenza
|                                 |   |   | Genitori |  |  | Nonni |  |  | Bisnonni                  |  |  | Trisnonni                      |  |
|                                 |   |   |          |  |  |       |  |  | Bonconte I da Montefeltro |  |  | Montefeltrano I da Montefeltro |  |
|                                 |   |   |          |  |  |       |  |  | Bonconte I da Montefeltro |  |  | Montefeltrano I da Montefeltro |  |
|                                 |   | … |          |  |  |       |  |  | Bonconte I da Montefeltro |  |  |                                |  |
| Montefeltrano II da Montefeltro |   |   |          |  |  |       |  |  | Bonconte I da Montefeltro |  |  |                                |  |
|                                 |   | … | …        |  |  |       |  |  |                           |  |  |                                |  |
|                                 |   | … | …        |  |  |       |  |  |                           |  |  |                                |  |
|                                 |   | … | …        |  |  |       |  |  |                           |  |  |                                |  |
| Guido I da Montefeltro          |   | … |          |  |  |       |  |  |                           |  |  |                                |  |
|                                 |   | … | …        |  |  |       |  |  |                           |  |  |                                |  |
|                                 |   | … | …        |  |  |       |  |  |                           |  |  |                                |  |
|                                 |   | … | …        |  |  |       |  |  |                           |  |  |                                |  |
| …                               |   | … |          |  |  |       |  |  |                           |  |  |                                |  |
|                                 |   | … | …        |  |  |       |  |  |                           |  |  |                                |  |
|                                 |   | … | …        |  |  |       |  |  |                           |  |  |                                |  |
|                                 |   | … | …        |  |  |       |  |  |                           |  |  |                                |  |
| Federico I da Montefeltro       |   | … |          |  |  |       |  |  |                           |  |  |                                |  |
|                                 | … | … |          |  |  |       |  |  |                           |  |  |                                |  |
|                                 | … | … |          |  |  |       |  |  |                           |  |  |                                |  |
|                                 | … | … |          |  |  |       |  |  |                           |  |  |                                |  |
| Guido di Ghiaggiolo             | … |   |          |  |  |       |  |  |                           |  |  |                                |  |
|                                 |   | … | …        |  |  |       |  |  |                           |  |  |                                |  |
|                                 |   | … | …        |  |  |       |  |  |                           |  |  |                                |  |
|                                 |   | … | …        |  |  |       |  |  |                           |  |  |                                |  |
| Manentessa di Ghiaggiolo        |   | … |          |  |  |       |  |  |                           |  |  |                                |  |
|                                 |   | … | …        |  |  |       |  |  |                           |  |  |                                |  |
|                                 |   | … | …        |  |  |       |  |  |                           |  |  |                                |  |
|                                 |   | … | …        |  |  |       |  |  |                           |  |  |                                |  |
| …                               |   | … |          |  |  |       |  |  |                           |  |  |                                |  |
|                                 |   | … | …        |  |  |       |  |  |                           |  |  |                                |  |
|                                 |   | … | …        |  |  |       |  |  |                           |  |  |                                |  |
|                                 |   | … | …        |  |  |       |  |  |                           |  |  |                                |  |
|                                 |   | … |          |  |  |       |  |  |                           |  |  |                                |  |